# Veleta (Danilovgrad)
Pour les articles homonymes, voir Veleta (homonymie).
Veleta (en serbe cyrillique : Велета) est un village du centre du Monténégro, dans la municipalité de Danilovgrad.

## Démographie

### Évolution historique de la population
| 1948 | 1953 | 1961 | 1971 | 1981 | 1991 | 2003 |
| ---- | ---- | ---- | ---- | ---- | ---- | ---- |
| 103  | 101  | 99   | 86   | 71   | 75   | 23   |